# Чарши джамия (Прилеп)
Чарши джамия (на македонска литературна норма: Чарши џамија) е мюсюлмански храм в град Прилеп, в централната част на Северна Македония. Джамията е изградена в началото на XV век.
Храмът е разположен в центъра на Прилеп, непосредствено до Саат кула в Старата чаршия. Изградена е при султан Мехмед II Завоевателя и е добър представител на Бурсенския стил от този период. Градена е на няколко фази. Първата е отбелязана в запазения автентичен надпис на османски турски, който дава дата 1475. Минарето също е градено на няколко фази. Има постамент на полигонална основа, височина от 25 метра, украсено с два балкона.
По време на Военния конфликт в Република Македония през 2001 година джамията е опожарена при протести и днес е в руини.